# Nicolás Solabarrieta
Nicolás Imanol Alberto Solabarrieta Vergara (Vitacura, Chile, 24 de agosto de 1996) es un exfutbolista, modelo y chico reality chileno que jugaba de delantero. A los 27 años, se retiró del fútbol, siendo su último equipo el Seravezza Pozzi Calcio, en la Serie D italiana.
Tras su retiro, Solabarrieta ha participado en reality shows de la televisión chilena, siendo parte de los programas Tierra Brava y ¿Ganar o servir?, ambos de Canal 13.

## Biografía
Nacido en Vitacura, es hijo de los periodistas Fernando Solabarrieta e Ivette Vergara. La determinación de su filiación formó parte de un mediático escándalo el año 2000, cuando su madre, estando casada con Sergio Kozak, le atribuyó la paternidad de Nicolás a este, aunque en realidad su hijo era fruto de una infidelidad con Solabarrieta, tema que se resolvió mediante vía judicial.

### Trayectoria
Hizo toda la carrera de inferiores en Universidad Católica, donde no tuvo apariciones en el primer equipo. Se le acercaron emisarios de la Universidad de Albany, siendo becado por 4 años. Mientras jugaba para la Universidad de Albany, también jugó para los Long Island Rough Riders, Tucson, así como para el Reading United AC en la cuarta división estadounidense. 
En el año 2019, luego de no ser elegido en el SuperDraft de la MLS, firma por el club uruguayo Tacuarembó. En el año 2020, firma por el club chileno Palestino. En el año 2021, tras dejar Palestino, es anunciado como refuerzo de Deportes Recoleta, club de la Segunda División. Al año siguiente, ficha para Lautaro de Buin, de la misma división, donde convertiría sus únicos goles en el fútbol profesional. En enero de 2023, ficha por el Seravezza Pozzi Calcio de la Serie D italiana, lo que será su primer experiencia en Europa.
El 5 de septiembre de 2023, anunció su retiro del fútbol.

## Estadísticas

### Clubes
| Club                          | Div.          | Temporada     | Liga  | Liga  | Copas nacionales | Copas nacionales | Torneos internacionales | Torneos internacionales | Total | Total |
| Club                          | Div.          | Temporada     | Part. | Goles | Part.            | Goles            | Part.                   | Goles                   | Part. | Goles |
| ----------------------------- | ------------- | ------------- | ----- | ----- | ---------------- | ---------------- | ----------------------- | ----------------------- | ----- | ----- |
| Long Island Estados Unidos    | 4.ª           | 2016          | 5     | 1     | —                | —                | —                       | —                       | 5     | 1     |
| Long Island Estados Unidos    | Total club    | Total club    | 5     | 1     | 0                | 0                | 0                       | 0                       | 5     | 1     |
| Tucson Estados Unidos         | 4.ª           | 2017          | 8     | 0     | 1                | 0                | —                       | —                       | 9     | 0     |
| Tucson Estados Unidos         | Total club    | Total club    | 8     | 0     | 1                | 0                | 0                       | 0                       | 9     | 0     |
| Reading United Estados Unidos | 4.ª           | 2018          | 7     | 2     | —                | —                | —                       | —                       | 7     | 2     |
| Reading United Estados Unidos | Total club    | Total club    | 7     | 2     | 0                | 0                | 0                       | 0                       | 7     | 2     |
| Tacuarembó · Uruguay          | 3.ª           | 2019          | 5     | 0     | —                | —                | —                       | —                       | 5     | 0     |
| Tacuarembó · Uruguay          | Total club    | Total club    | 5     | 0     | 0                | 0                | 0                       | 0                       | 5     | 0     |
| Palestino · Chile             | 1.ª           | 2020          | 5     | 0     | —                | —                | —                       | —                       | 5     | 0     |
| Palestino · Chile             | Total club    | Total club    | 5     | 0     | 0                | 0                | 0                       | 0                       | 5     | 0     |
| Deportes Recoleta · Chile     | 3.ª           | 2021          | 12    | 0     | —                | —                | —                       | —                       | 12    | 0     |
| Deportes Recoleta · Chile     | Total club    | Total club    | 12    | 0     | 0                | 0                | 0                       | 0                       | 12    | 0     |
| Lautaro de Buin · Chile       | 3.ª           | 2022          | 10    | 2     | 1                | 0                | —                       | —                       | 11    | 2     |
| Lautaro de Buin · Chile       | Total club    | Total club    | 10    | 2     | 1                | 0                | 0                       | 0                       | 11    | 2     |
| Total carrera                 | Total carrera | Total carrera | 52    | 5     | 2                | 0                | 0                       | 0                       | 54    | 5     |
| 1. 2.                         |               |               |       |       |                  |                  |                         |                         |       |       |

## Palmarés

### Campeonatos nacionales
| Título           | Club              | País  | Año  |
| ---------------- | ----------------- | ----- | ---- |
| Segunda División | Deportes Recoleta | Chile | 2021 |

## Televisión
| Año       | Programa           | Notas                      | Canal       |
| --------- | ------------------ | -------------------------- | ----------- |
| 2023-2024 | Tierra brava       | Concursante; semifinalista | Canal 13    |
| 2024      | ¿Ganar o servir?   | Concursante temporal       | Canal 13    |
| 2025      | Top Chef VIP Chile | Concursante ; 2° eliminado | Chilevision |